# Enkhuizerzand
Enkhuizerzand is de naam voor een recreatiegebied nabij Enkhuizen, direct gelegen aan het IJsselmeer. Het gebied omvat verschillende recreatiebedrijven.
Zo is er in het Enkhuizerzand te vinden:
- Een zwembad, het Recreatiebad Enkhuizerzand
- Sprookjeswonderland, een themapark
- Camping Enkhuizerzand
- Een strandstrook aan het IJsselmeer.

Eventueel kan het Zuiderzeemuseum ook gerekend worden als een onderdeel van het recreatiegebied.

## Strand
Lokaal kan het strand van het Enkhuizerzand beschouwd worden als een van de belangrijkere attracties van het gebied. De afmetingen van het stuk strand zijn echter minimaal. Dit komt doordat het IJsselmeerwater afslag van de oever veroorzaakt, waardoor slechts een smalle strook strand overblijft en opspuiten van nieuw zand geen zin heeft. Sedert 2001 zijn de gemeente Enkhuizen en het Recreatieschap West-Friesland plannen gaan maken om het strand toch drastisch te kunnen vergroten. Waarschijnlijk wordt dit gedaan door het strand landinwaarts te verbreden.